# Orchis punctulata
Orchis punctulata, the Small-dotted Orchis, là một loài lan được tìm thấy ở đông nam châu Âu đến miền tây Asia.

## Hình ảnh

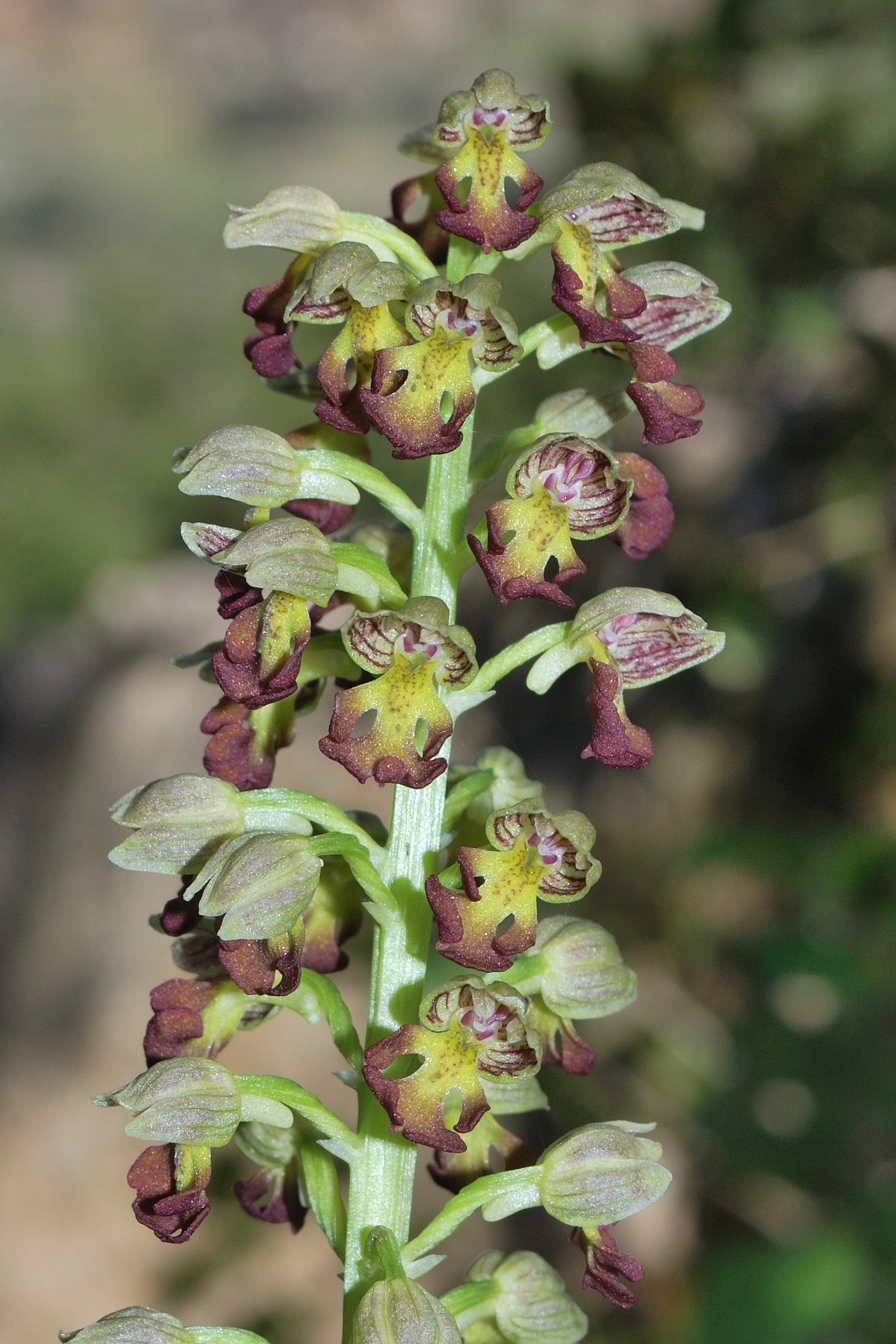
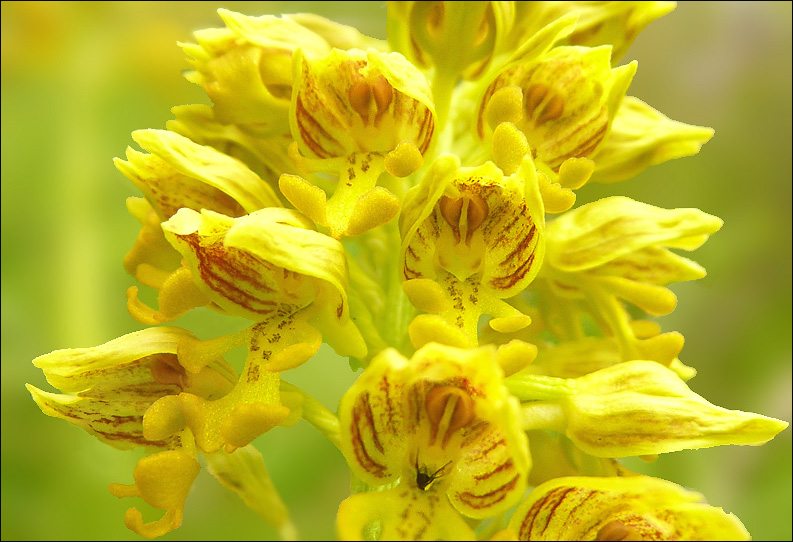
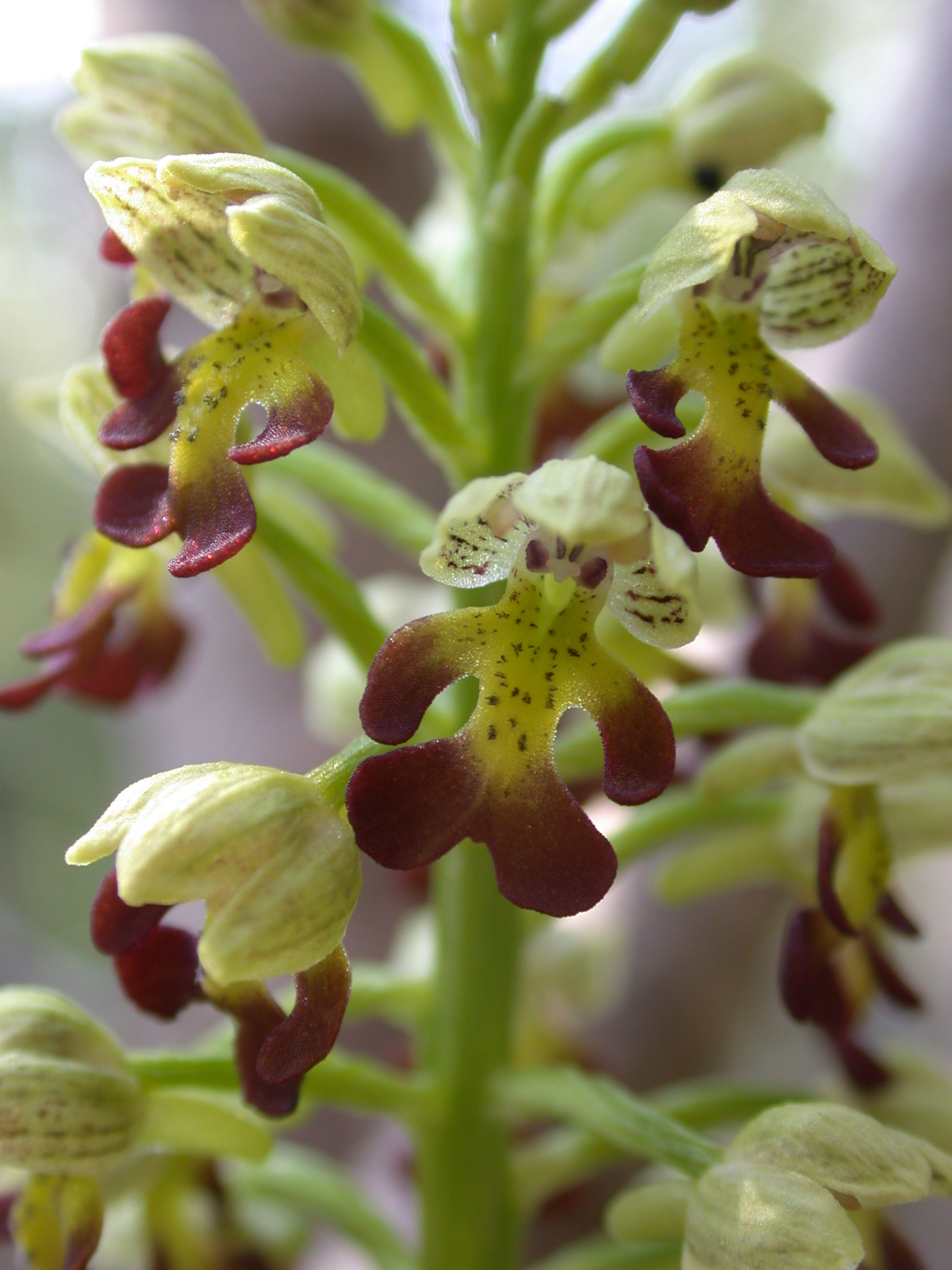
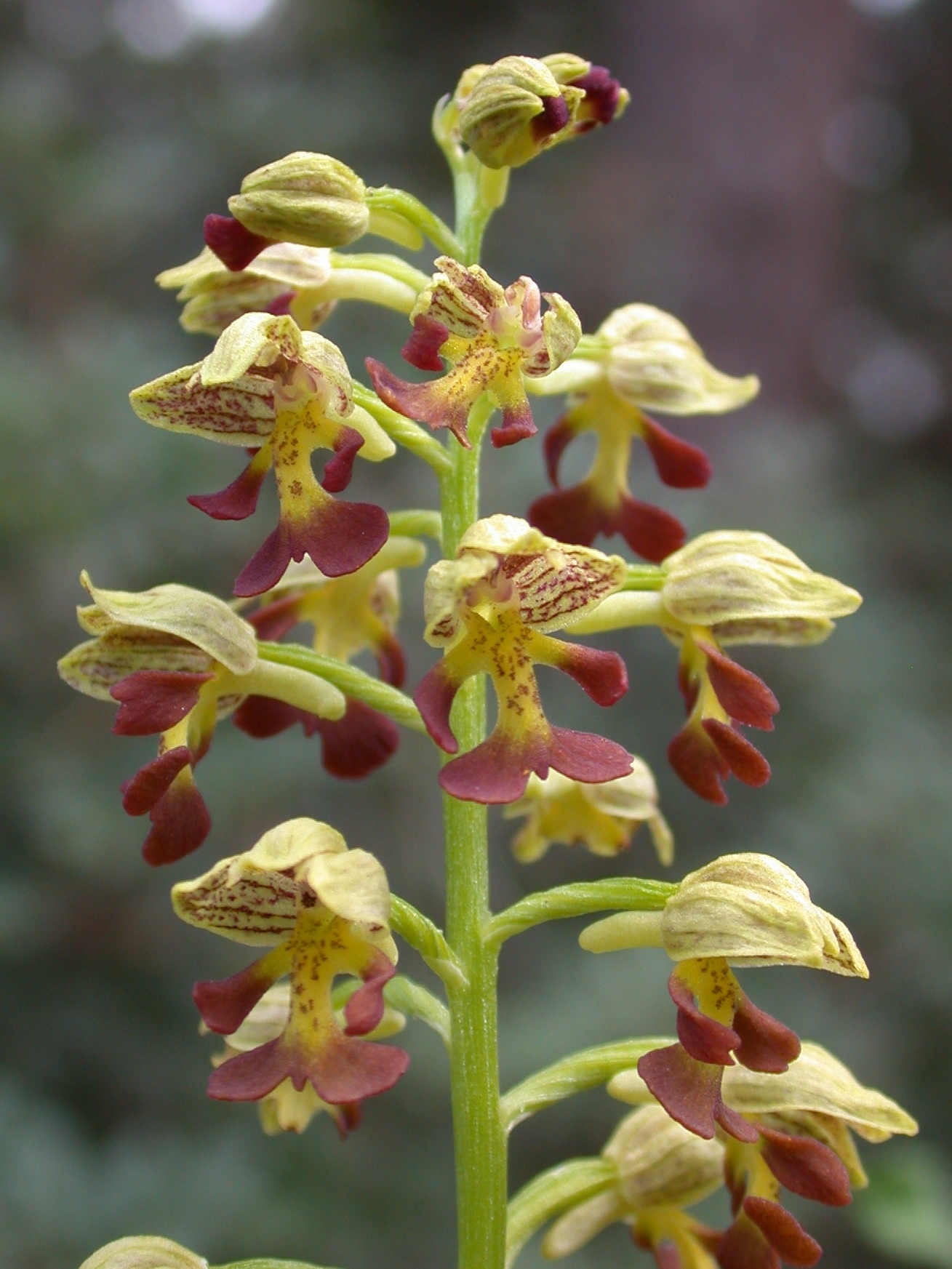